# Суантхань Сайгон
«Суантхань Сайгон» (вьет. Xuân Thành Sài Gòn) — бывший вьетнамский футбольный клуб из Хошимина. Выступал в V-лиге.
Клуб ведёт свою историю от футбольной команды города Хатинь, созданной в 1998 году. «Хатинь» без особого успеха выступал во Втором дивизионе чемпионата Вьетнама. В 2010 году клуб «Хатинь» был приобретён компанией «Суантхань» (Xuân Thành). По итогам сезона 2010 команда не смогла добиться повышения в классе. Тем не менее «Суантхань» получил путёвку в Первый дивизион после объединения с молодёжной командой клуба «Хоафат», которая стала финалистом Второго дивизиона в 2010 году. При этом клуб «Саунтхань» сменил прописку, переехав в Хошимин. Благодаря поддержке мощного спонсора клуб значительно усилил состав, пригласив в свои ряды ряд футболистов, имеющих опыт выступления в сборной Вьетнама. В 2011 году клуб уверенно выиграл Первый дивизион и завоевал место в V-лиге. В 2013 году клуб одержал победу в Кубке Вьетнама.

## Достижения
- Чемпионат Вьетнама:

Бронзовый призёр: 2012
- Кубок Вьетнама:

Победитель: 2012
- Первый дивизион:

Победитель: 2011

## Выступления в соревнованиях АФК
- Кубок АФК:

2013: